# Lengenfeld (Dolní Rakousy)
Lengenfeld je městys v Rakousku ve spolkové zemi Dolní Rakousy v okrese Kremže. Žije v něm 1 418 obyvatel (podle sčítání z roku 2016).

## Poloha
Lengenfeld se nachází ve spolkové zemi Dolní Rakousy v regionu Waldviertel. Leží 6 km severně od okresního města Kremže. Prochází jím silnice B37, která která vede z Rastenfeldu přes Gföhl do Kremže. Plocha území města činí 14,92 km2, z nichž 39,6 % je zalesněných.

### Členění
Území městyse Lengenfeld se skládá pouze z jedné části:
- Lengenfeld

## Osobnosti
- Johann Fruhmann (1928–1985), rakouský malíř
- Christa Hauer-Fruhmann (1925–2013), rakouská malířka
- Leopold Hauer (1896–1984), rakouský malíř

## Galerie

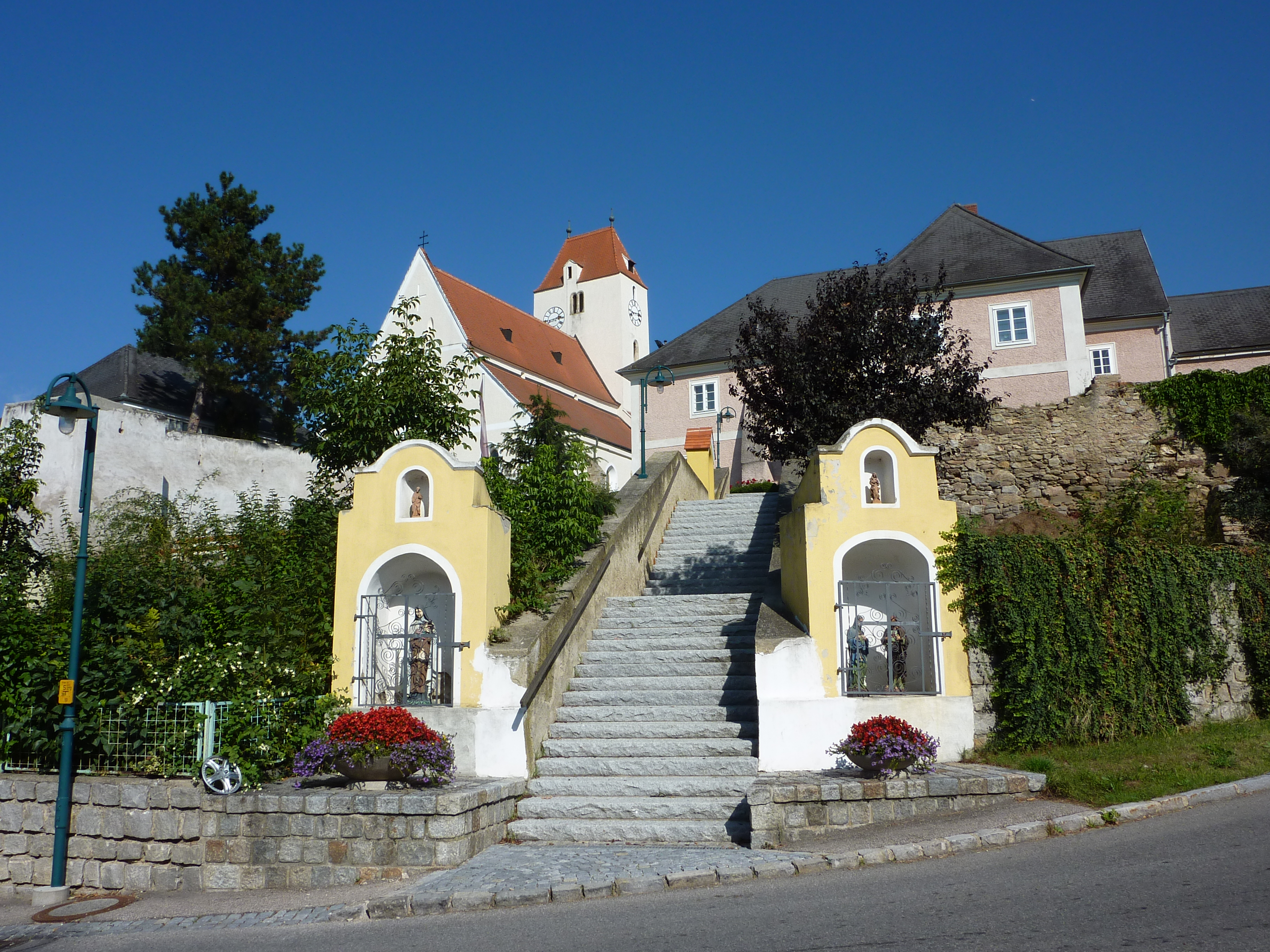
Schody ke kostelu
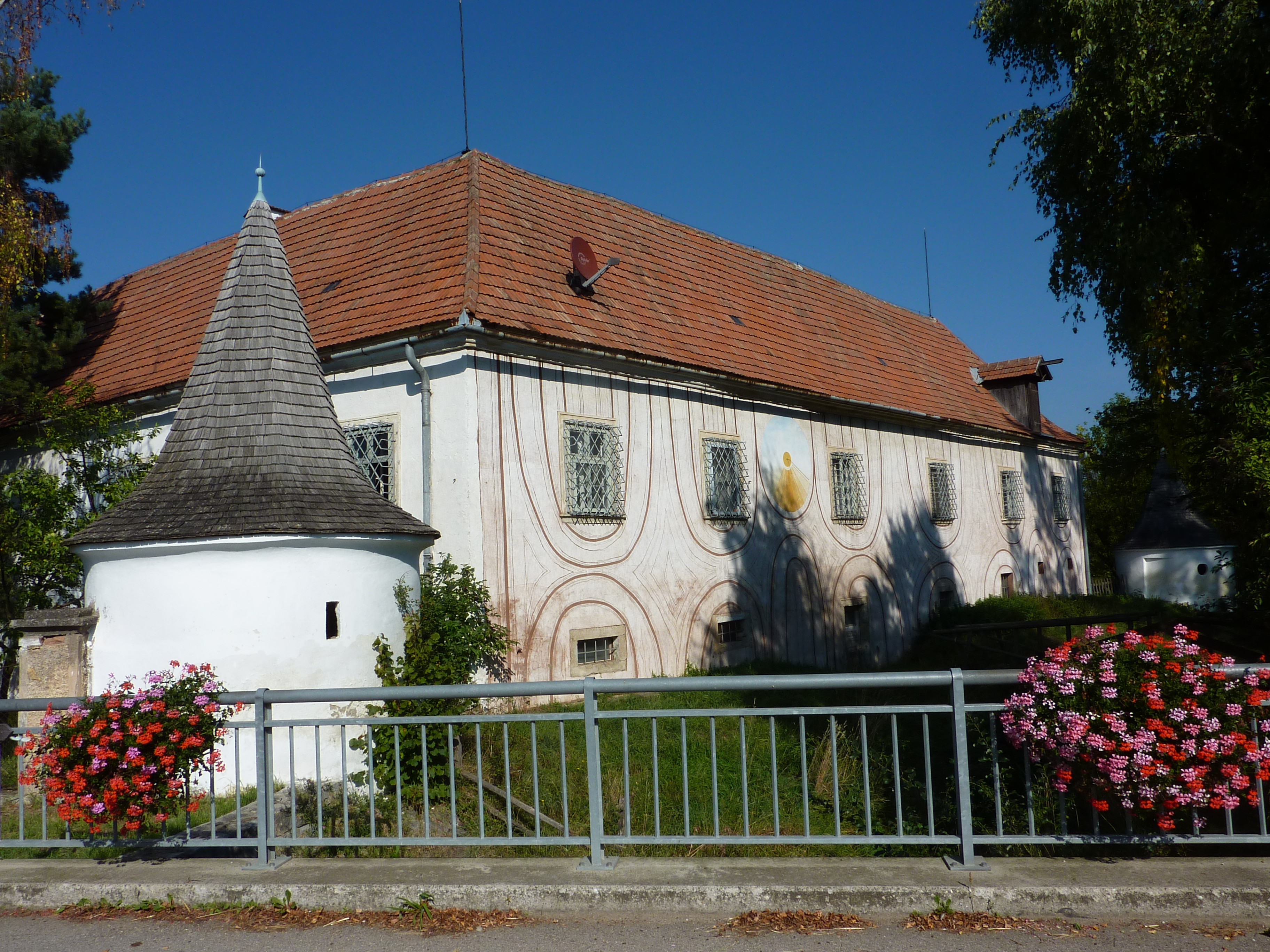
Nový zámek
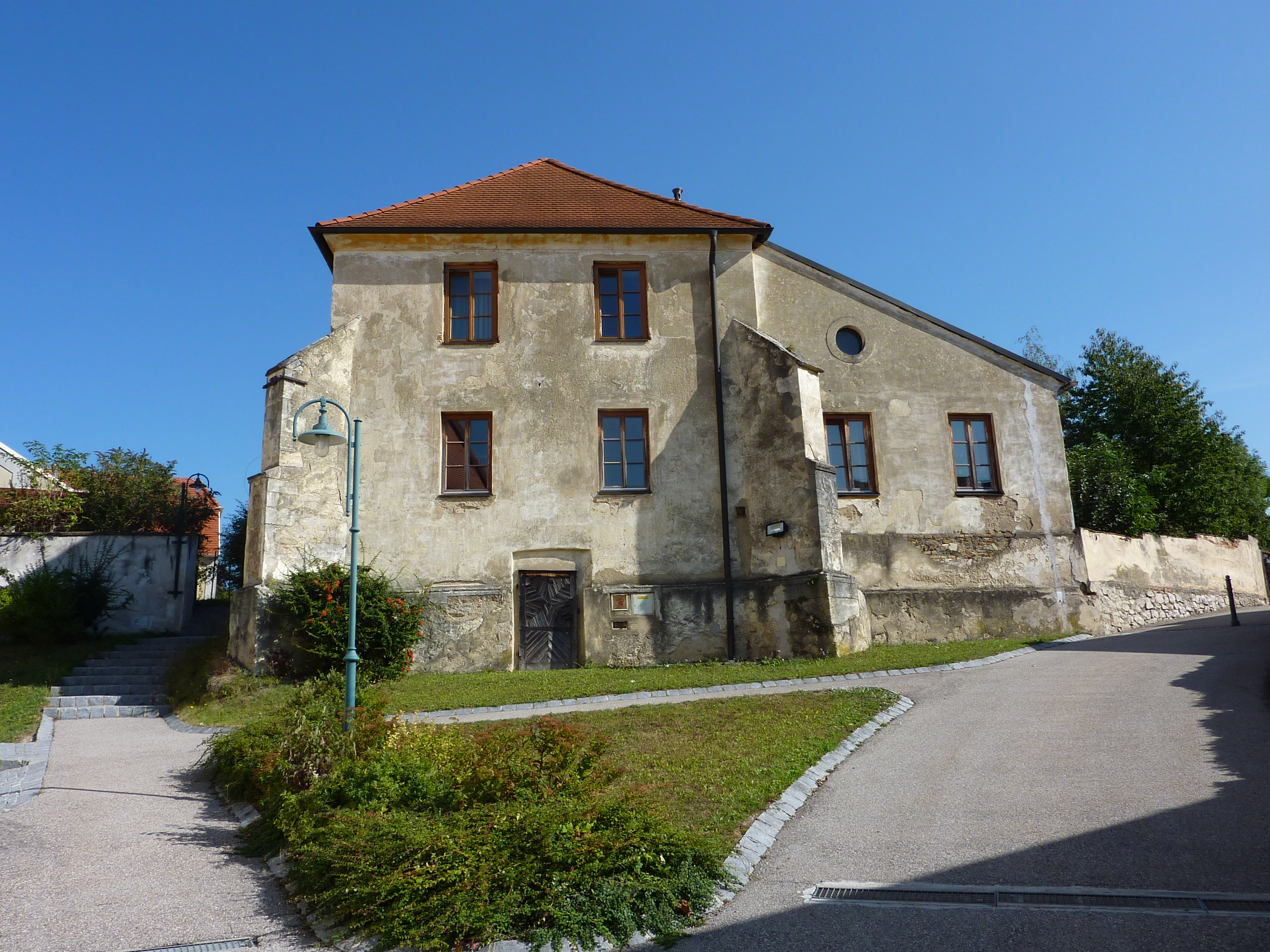
Místní škola
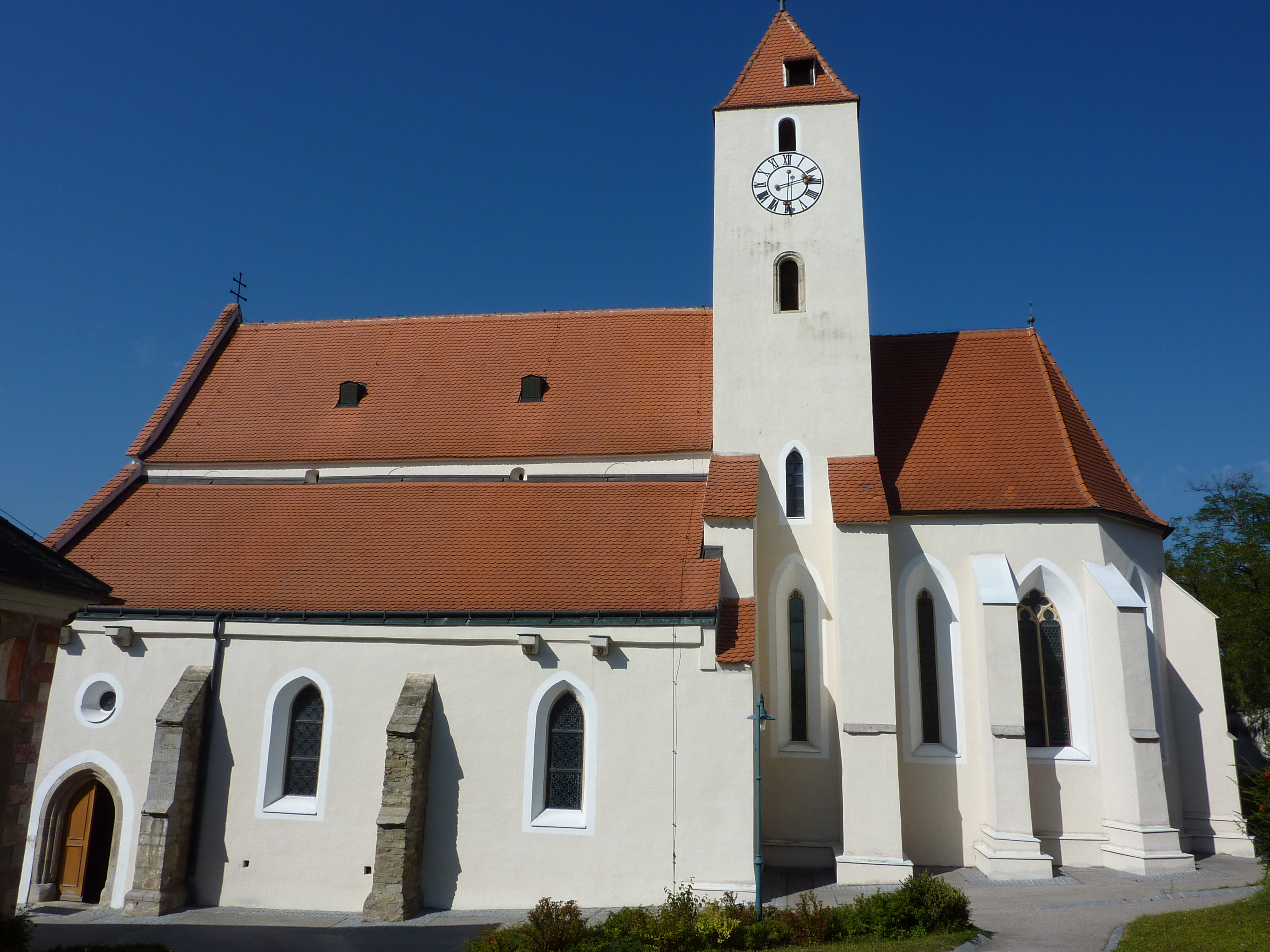
Farní kostel